# Патріція Майр-Ахлайтнер
Патріція Майр-Ахлайтнер (нім. Patricia Mayr-Achleitner; нар. 8 листопада 1986) — колишня австрійська тенісистка.
Найвищу одиночну позицію світового рейтингу — 70 місце досягла 4 травня 2009, парну — 117 місце — 29 вересня 2014 року.
Здобула 17 одиночних та 7 парних титулів туру ITF.
Найвищим досягненням на турнірах Великого шолома було 2 коло в одиночному та парному розрядах.
Завершила кар'єру 2015 року.

## Фінали турнірів WTA

### Одиночний розряд: 1 (поразка)
| Легенда                             |
| ----------------------------------- |
| Турніри Великого шолома (0–0)       |
| Турніри WTA Tour (0–0)              |
| Premier Mandatory & Premier 5 (0–0) |
| Premier (0–0)                       |
| International (0–1)                 |

| Фінали за покриттям |
| ------------------- |
| Тверде (0–0)        |
| Ґрунт (0–1)         |
| Трава (0–0)         |
| Килим (0–0)         |

| Результат | Ранг | Дата          | Турнір                  | Покриття | Суперниця                  | Рахунок  |
| --------- | ---- | ------------- | ----------------------- | -------- | -------------------------- | -------- |
| Поразка   | 1.   | 11 липня 2011 | Gastein Ladies, Австрія | Ґрунт    | Марія Хосе Мартінес Санчес | 0–6, 5–7 |

### Парний розряд: 1 (поразка)
| Легенда                             |
| ----------------------------------- |
| Турніри Великого шолома (0–0)       |
| Турніри WTA Tour (0–0)              |
| Premier Mandatory & Premier 5 (0–0) |
| Premier (0–0)                       |
| International (0–1)                 |

| Фінали за покриттям |
| ------------------- |
| Тверде (0–1)        |
| Ґрунт (0–0)         |
| Трава (0–0)         |
| Килим (0–0)         |

| Результат | Ранг | Дата           | Турнір                            | Покриття | Партнерка       | Суперниці                           | Рахунок           |
| --------- | ---- | -------------- | --------------------------------- | -------- | --------------- | ----------------------------------- | ----------------- |
| Поразка   | 1.   | 8 вересня 2014 | Hong Kong Tennis Open, КНР S.A.R. | Тверде   | Аріна Родіонова | Кароліна Плішкова Крістіна Плішкова | 2–6, 6–2, [10–12] |

## Фінали ITF
| Легенда          |
| ---------------- |
| турніри $100,000 |
| турніри $50,000  |
| турніри $25,000  |
| турніри $10,000  |

### Одиночний розряд (17-15)
| Результат | Ранг | Дата              | Турнір                            | Покриття | Суперниця             | Рахунок             |
| --------- | ---- | ----------------- | --------------------------------- | -------- | --------------------- | ------------------- |
| Перемога  | 1.   | 2 жовтня 2005     | Волос, Греція                     | Килим    | Дія Евтімова          | 6–4, 7–6(5)         |
| Перемога  | 2.   | 16 жовтня 2005    | Бенікарло, Іспанія                | Ґрунт    | Берта Мората Флакер   | 6–4, 6–2            |
| Перемога  | 3.   | 17 вересня 2006   | Інсбрук, Австрія                  | Ґрунт    | Івонн Мойсбургер      | 1-6, 6-2, 2-2 ret.  |
| Поразка   | 1.   | 8 жовтня 2006     | Волос, Греція                     | Килим    | Анна Герасімоу        | 3-6, 6-2, 1-6       |
| Поразка   | 2.   | 13 квітня 2007    | Спліт, Хорватія                   | Ґрунт    | Ольга Брозда          | 6–7(3), 0–6         |
| Поразка   | 3.   | 13 травня 2007    | Бухарест, Румунія                 | Ґрунт    | Сімона Халеп          | 3-6, 6-3, 2-6       |
| Поразка   | 4.   | 17 червня 2007    | Ленцергайде, Швейцарія            | Ґрунт    | Мелані Клаффнер       | 6–7(2), 4–6         |
| Перемога  | 4.   | 27 квітня 2008    | Хвар, Хорватія                    | Ґрунт    | Ленка Юрикова         | 6-4, 6-2            |
| Поразка   | 5.   | 4 травня 2008     | Брешія, Італія                    | Ґрунт    | Ліза Сабіно           | 3-6, 3-6            |
| Поразка   | 6.   | 12 травня 2008    | Казерта, Італія                   | Ґрунт    | Єлена Докич           | 3–6, 1–6            |
| Поразка   | 7.   | 1 червня 2008     | Тольятті, Росія                   | Тверде   | Ніна Братчикова       | 3–6, 0–6            |
| Перемога  | 5.   | 2 червня 2008     | Градо, Італія                     | Ґрунт    | Джасміна Тінджич      | 6–4, 7–6(1)         |
| Поразка   | 8.   | 12 липня 2008     | Рим, Італія                       | Ґрунт    | Джессіка Мор          | 3–6, 2–6            |
| Перемога  | 6.   | 3 серпня 2008     | Дніпро, Україна                   | Ґрунт    | Катерина Деголевич    | 6–3, 6–4            |
| Перемога  | 7.   | 11 жовтня 2008    | Реджо-Калабрія, Італія            | Ґрунт    | Анне Шефер            | 6–1, 6–1            |
| Поразка   | 9.   | 26 жовтня 2008    | Глазго, Велика Британія           | Тверде   | Ірина-Камелія Бегу    | 6–2, 5–7, 6–7(1)    |
| Поразка   | 10.  | 17 листопада 2008 | Вакоас-Фенікс, Маврикій           | Тверде   | Анастасія Якімова     | 6-3, 2-6, 0-1 ret.  |
| Перемога  | 8.   | 29 листопада 2008 | Сен-Дені (Сена-Сен-Дені), Франція | Тверде   | Аранча Парра Сантонха | 6-4, 6-1            |
| Перемога  | 9.   | 8 травня 2010     | Джунія, Ліван                     | Ґрунт    | Рената Ворачова       | 6-3, 6-7(3), 7-6(7) |
| Перемога  | 10.  | 13 червня 2010    | Злін, Чехія                       | Ґрунт    | Корінна Дентоні       | 6–1, 6–2            |
| Перемога  | 11.  | 26 червня 2010    | Рим, Італія                       | Ґрунт    | Заріна Діяс           | 7–6(2), 6–4         |
| Перемога  | 12.  | 22 серпня 2010    | Оломоуць, Чехія                   | Ґрунт    | Джулія Майр           | 6–2, 6–4            |
| Перемога  | 13.  | 3 квітня 2011     | Буенос-Айрес, Аргентина           | Ґрунт    | Флоренсія Молінеро    | 0-6, 6-2, 6-2       |
| Перемога  | 14.  | 12 червня 2011    | Злін, Чехія                       | Ґрунт    | Ксенія Первак         | 6–1, 6–0            |
| Поразка   | 11.  | 10 липня 2011     | Біарриц, Франція                  | Ґрунт    | Полін Пармантьє       | 6-1, 4-6, 4-6       |
| Поразка   | 12.  | 13 травня 2012    | Кань-сюр-Мер, Франція             | Ґрунт    | Юлія Путінцева        | 2–6, 1–6            |
| Поразка   | 13.  | 24 березня 2013   | Палм-Гарбор, США                  | Ґрунт    | Юлія Глушко           | 6-2, 0-6, 4-6       |
| Поразка   | 14.  | 16 червня 2013    | Падуя, Італія                     | Ґрунт    | Ірина Хромачова       | 2–6, 3–6            |
| Поразка   | 15.  | 5 серпня 2013     | Бад-Заульгау, Німеччина           | Ґрунт    | Река Луца Яні         | 6–7(4), 3–6         |
| Перемога  | 15.  | 15 вересня 2013   | Софія, Болгарія                   | Ґрунт    | Крістіна Кучова       | 6-2, 1-6, 6-3       |
| Перемога  | 16.  | 22 вересня 2013   | Добрич, Болгарія                  | Ґрунт    | Крістіна Діну         | 6–1, 6–2            |
| Перемога  | 17.  | 24 серпня 2014    | Вінніпег, Канада                  | Тверде   | Хібі Майо             | 6–2, 6–2            |

### Парний розряд (7-7)
| Результат | Ранг | Дата              | Турнір                     | Покриття   | Партнерка        | Суперниці                                       | Рахунок          |
| --------- | ---- | ----------------- | -------------------------- | ---------- | ---------------- | ----------------------------------------------- | ---------------- |
| Перемога  | 1.   | 16 жовтня 2005    | Бенікарло, Іспанія         | Ґрунт      | Софія Брун       | Елена Кальдес-Маркес Маріона Гальїфа Пуїгдесенс | 7-5, 1-6, 6-2    |
| Перемога  | 2.   | 11 вересня 2006   | Інсбрук, Австрія           | Ґрунт      | Івонн Мойсбургер | Гана Бірнерова Зузана Залабська                 | 6-3, 6-3         |
| Перемога  | 3.   | 6 жовтня 2006     | Волос, Греція              | Килим      | Франціска Клоц   | Ніколе Клеріко Анна Куманту                     | 4–6, 7–6(5), 6–3 |
| Поразка   | 1.   | 11 листопада 2006 | Мехіко, Мексика            | Тверде     | Івонн Мойсбургер | Марія Хосе Архері Летісія Собрал                | 4–6, 2–6         |
| Поразка   | 2.   | 20 липня 2007     | Рим, Італія                | Ґрунт      | Ірина Бурячок    | Чжань Цзіньвей Тетяна Лужанська                 | 3–6, 1–6         |
| Перемога  | 4.   | 26 квітня 2008    | Хвар, Хорватія             | Ґрунт      | Вів'єнне В'єрін  | Ленка Юрикова Моніка Коханова                   | 6–4, 7–6(2)      |
| Поразка   | 3.   | 26 травня 2008    | Тольятті, Росія            | Ґрунт      | Нікола Франькова | Ніна Братчикова Василіса Давидова               | 3–6, 7–5, [3–10] |
| Перемога  | 5.   | 23 червня 2008    | Крістінегамн, Швеція       | Ґрунт      | Ленка Тварошкова | Тамарін Гендлер Емма Лайне                      | 6–3, 6–4         |
| Поразка   | 4.   | 11 липня 2008     | Рим, Італія                | Ґрунт      | Ірина Бурячок    | Ірина Кузьміна Оксана Любцова                   | 4–6, 6–4, [7–10] |
| Поразка   | 5.   | 4 жовтня 2008     | Гельсінкі, Фінляндія       | Тверде (i) | Марі-Ев Пеллетьє | Емма Лайне Юганна Ларссон                       | 4–6, 2–6         |
| Поразка   | 6.   | 6 жовтня 2008     | Реджо-Калабрія, Італія     | Ґрунт      | Ніколе Клеріко   | Анна Флоріс Валентіна Сульпіціо                 | 2–6, 3–6         |
| Перемога  | 6.   | 3 серпня 2009     | Монтероні-ді-Лечче, Італія | Ґрунт      | Сандра Клеменшиц | Маргаліта Чахнашвілі Ніколе Клеріко             | 6–3, 6–4         |
| Перемога  | 7.   | 17 серпня 2010    | Оломоуць, Чехія            | Ґрунт      | Сандра Клеменшиц | Івета Герлова Люсі Кріґсманнова                 | 6–3, 6–1         |
| Поразка   | 7.   | 11 серпня 2014    | Богота, Колумбія           | Ґрунт      | Мелані Клаффнер  | Лара Арруабаррена Флоренсія Молінеро            | 2–6, 0–6         |

## Часова шкала результатів на турнірах Великого шлему
| W | Ф | ПФ | ЧФ | #Р | КТ | К# | DNQ | A | NH |

### Одиночний розряд
| Турнір                                 | 2009 | 2010 | 2011 | 2012 | 2013 | 2014 | 2015 | W–L  |
| -------------------------------------- | ---- | ---- | ---- | ---- | ---- | ---- | ---- | ---- |
| Відкритий чемпіонат Австралії з тенісу | 2р   | 1р   | 1р   | 1р   |      | 1р   | К1р  | 1–5  |
| Відкритий чемпіонат Франції з тенісу   | 1р   | К1р  | 1р   | 1р   | К1р  | 1р   | К1р  | 0–4  |
| Вімблдонський турнір                   | 2р   | К1р  | 1р   | 1р   | К2р  | 1р   | К1р  | 1–4  |
| Відкритий чемпіонат США з тенісу       | 1р   | К3р  | 1р   | К1р  | 2р   | 1р   | К1р  | 1–4  |
| В-П                                    | 2–4  | 0–1  | 0–4  | 0–3  | 1–1  | 0–4  | 0–0  | 3–17 |

### Парний розряд
| Турнір                                 | 2009 | 2010–11 | 2012 | 2013 | 2014 | 2015 | W–L |
| -------------------------------------- | ---- | ------- | ---- | ---- | ---- | ---- | --- |
| Відкритий чемпіонат Австралії з тенісу |      |         |      |      |      |      | 0–0 |
| Відкритий чемпіонат Франції з тенісу   |      |         | 1р   |      |      |      | 0–1 |
| Вімблдонський турнір                   |      |         |      |      | 2р   |      | 1–1 |
| Відкритий чемпіонат США з тенісу       | 2р   |         |      |      |      |      | 1–1 |
| В-П                                    | 1–1  | 0–0     | 0–1  | 0–0  | 1–1  | 0–0  | 2–3 |